# پیتر اچ. هانت
پیتر اچ. هانت (انگلیسی: Peter H. Hunt؛ ۱۹ دسامبر ۱۹۳۸–۲۶ آوریل ۲۰۲۰) کارگردان فیلم، طراح نورپردازی، کارگردان نمایش، و کارگردان تلویزیونی اهل ایالات متحده آمریکا بود.
از فیلم‌ها یا مجموعه‌های تلویزیونی که وی در آن‌ها نقش داشته‌است، می‌توان به تماشاخانه آمریکایی، بی‌واچ، ۱۷۷۶، اسرار و حالشون رو بگیر، هری! اشاره نمود.